# Mateusz Mróz
Pour les articles homonymes, voir Mroz.
Mateusz Mróz (né le 9 janvier 1980 à Gostyń) est un coureur cycliste polonais.

## Palmarès
- 1997
  - 6e du championnat du monde sur route juniors
- 2000
  - 2e du championnat de Pologne sur route espoirs
- 2007
  - Coupe des Carpates
  - Grand Prix de la ville de Nogent-sur-Oise
  - 3e du Bałtyk-Karkonosze Tour
- 2008
  - Majowy Wyścig Klasyczny - Lublin
  - 1re étape du Szlakiem Grodów Piastowskich
  - 7e étape de la Course de la Solidarité Olympique
- 2009
  - 7e étape du Bałtyk-Karkonosze Tour
  - 2e du Bałtyk-Karkonosze Tour
  - 3e du Małopolski Wyścig Górski

## Classements mondiaux
| Année           | 2005 | 2006 | 2007 | 2008 | 2009 |
| --------------- | ---- | ---- | ---- | ---- | ---- |
| UCI Asia Tour   |      |      |      | 295e |      |
| UCI Europe Tour | 793e | 959e | 129e | 129e | 195e |